# François Louis Joseph Du Bus

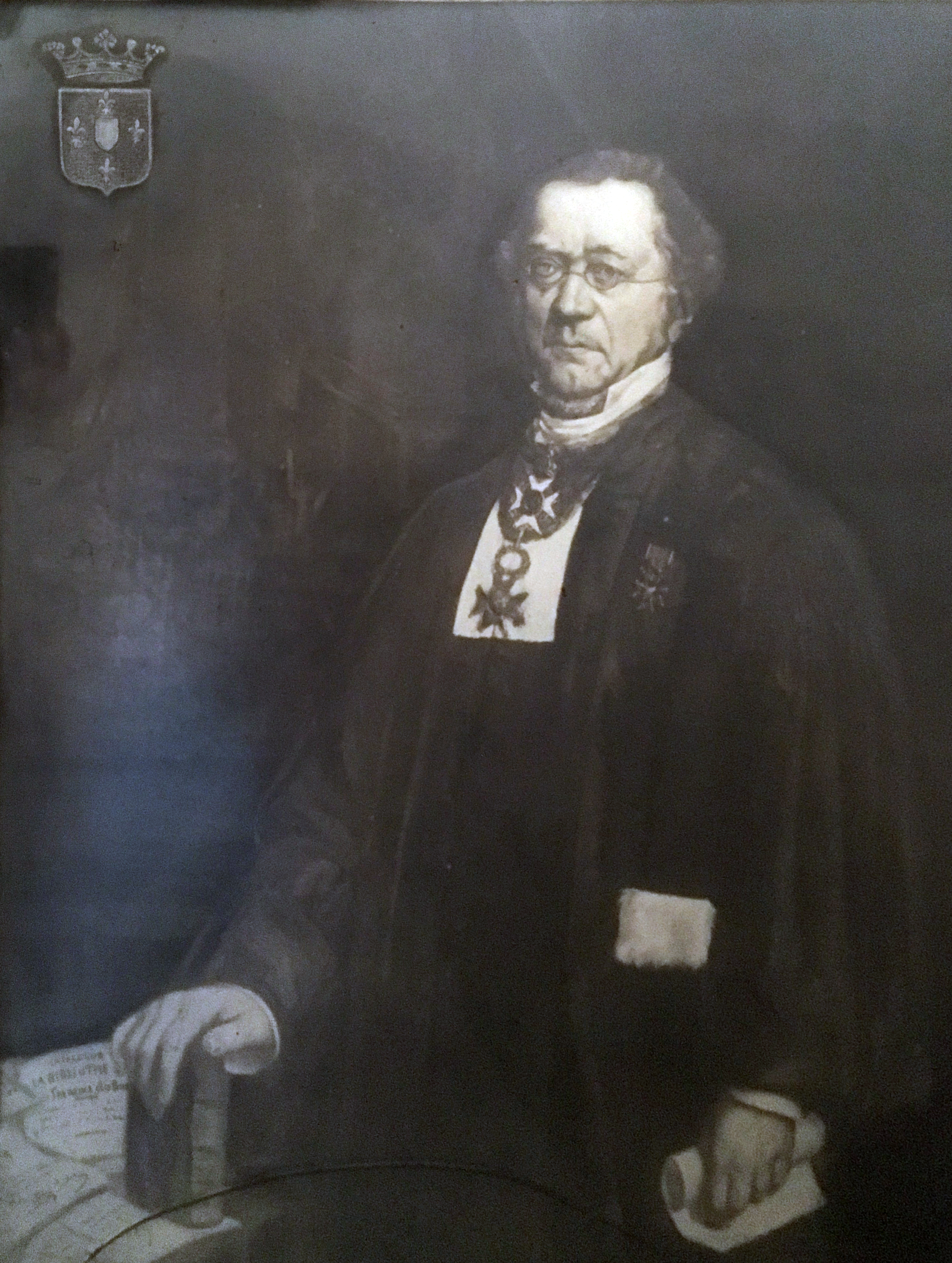
François Louis Joseph Du Bus

François Louis Joseph Du Bus (Doornik, 22 januari 1791 - 16 januari 1873) was lid van het Belgisch Nationaal Congres.

## Levensloop
François Du Bus was een van de zeven kinderen van advocaat François-Joseph du Bus (1757-1835) en Marie-Aimée Philippart (1761-1850). Vader François Joseph was rechter geworden in de rechtbank van eerste aanleg van Doornik en lid van de Tweede Kamer voor de Nederlandse provincie Henegouwen, die het Franse departement Jemappes verving. Zoon François Louis werd licentiaat in de rechten aan de École de Droit in Brussel en vestigde zich als advocaat in Doornik in 1811. Hij werd lid van de Provinciale Staten van Henegouwen (1824-1825) en gemeenteraadslid van Doornik (vanaf 1825).
In 1830 werd hij actief bij de revolutionairen. Het Voorlopig Bewind benoemde hem in de Commissie die een Grondwet moest voorbereiden.
Het arrondissement Doornik stuurde hem naar het Nationaal Congres. Hij behoorde tot de katholieke verkozenen en dit kleurde zijn stemgedrag. Hij stemde met de meerderheid voor de onafhankelijkheidsverklaring, voor de eeuwigdurende uitsluiting van de Nassaus, voor Leopold van Saksen-Coburg en voor de aanvaarding van het Verdrag der XVIII artikelen. Hij stemde voor de eerste kandidaat-koning niet voor de hertog van Nemours maar voor de hertog van Leuchtenberg. Voor het regentschap stemde hij niet voor Surlet de Chokier maar voor Félix de Mérode. Dit was dan telkens omdat hij geen kandidaat wilde steunen die uit Frankrijk kwam of die te veel Franse sympathieën had. Vanuit Brussel hield Du Bus regelmatig zijn vrouw en het Doornikse thuisfront op de hoogte van de gang van zaken.
Vervolgens was hij volksvertegenwoordiger voor het arrondissement Doornik van 1831 tot 1843, toen hij verslagen werd door de liberaal Albert Goblet d'Alviella. In april 1844 werd hij volksvertegenwoordiger voor het arrondissement Turnhout, tot 1848, wanneer de wet op de onverenigbaarheden hem deed kiezen voor zijn ambt als magistraat. Hij was een actief parlementslid dat over talrijke en uiteenlopende zaken tussenkwam in de openbare zittingen. Hij beklaagde zich over het feit dat het Doornikse orangisme de stad bleef beheersen: Onze orangisten zijn onverbeterlijk en maken van alle hout pijlen.
In 1832 was hij ook tot voorzitter benoemd van de rechtbank van eerste aanleg in Doornik en oefende dit ambt uit tot in 1867.
De Bus was een geleerde bibliofiel en wijdde studies aan de drukkerijen in het Doornikse. In 1846 werd hij medestichter van de Doornikse Société historique et littéraire, die hij gedurende een kwarteeuw voorzat.
Vanaf 1873 werden sommige van zijn neven in de adelstand verheven en voegden ze 'de Warnaffe' bij hun naam. Onder hen onder meer burggraaf Leon du Bus de Warnaffe (1866-1933) en burggraaf Charles du Bus de Warnaffe (1894-1965). Behoorde eveneens tot dezelfde stam: burggraaf Leonard du Bus de Gisignies, die een deel van zijn jeugd doorbracht bij zijn voogd, de vader van François-Louis du Bus.